# Kim Seul-gi
Đây là một tên người Triều Tiên, họ là Kim.
Kim Seul-gi (sinh ngày 10 tháng 10 năm 1991) là một nữ diễn viên sân khấu, điện ảnh và truyền hình Hàn Quốc. Cô ấy được biết đến nhiều như một thành viên chính thức của chương trình giải trí của kênh tvN là Saturday Night Live Korea.

## Chương trình truyền hình

### Chương trình thực tế
| Năm          | Chương trình                                | Kênh | Ghi chú |
| ------------ | ------------------------------------------- | ---- | --- |
| 2010         | Infinite Challenge                          | MBC  | Khách mời. Phát sóng 11 tháng 12 (tập 227).                                                                         |
| 2012         | The Taste of Trực tiếp tối thứ Bảy Hàn Quốc | tvN  | Bình luận viên; vai thành viên                                                                                      |
| 2011 to 2013 | Trực tiếp tối thứ Bảy Hàn Quốc              | tvN  | Thành viên cố định mùa 1 đến 4.                                                                                     |
| 2013         | 20's Choice Awards                          | Mnet | MC, cùng vớiLee Min-woo và Jun Jin. Trình diễn ca khúc Bad Girls của Lee Hyori với Ahn Young-mi trong chương trình. |
| 2013         | Infinite Challenge                          | MBC  | Khách mời vai Seon-jie bartender(바텐더 선지). Phát sóng vào 2 tháng 2 (tập 315).                                   |
| 2013         | World Challenge                             | SBS  | We are coming vai đồng đội của (Jun Hyun-moo, 4–18 tháng 11, tập 5, 6, 7)                                           |
| 2013         | Hidden Singer 2                             | JTBC | Khách mời của người dự thi Phát sóng 28 tháng 12; tập 12                                                            |
| 2014         | Witch Hunt                                  | JTBC | Khách mời. (3 tháng 1, tập 23)                                                                                      |
| 2015         | King of Mask Singer                         | MBC  | Khách mời. (tập 9)                                                                                                  |
| 2017         | Happy Together                              | KBS  | Khác mời (ep 487) with Kang Ha Neul, Han Jae Young, Lee Teuk, Shin Dong, Ha Jae Suk                                 |

### Radio
- 2013: KBS Cool FM More Closer(Radio): tham gia cùng cùng Choi Daniel, (26 tháng 6)
- 2013: SBS Power FM Cultwo Show: tham gia cùng với Park Sang-myun (25 tháng 5)
- 2013: SBS Power FM Kim Chang-ryeol's Old School (25 tháng 4)
- 2013: MBC FM4U Younha's Star Starry Night (10 tháng 4)
- 2013: MBC FM4U Bae Chul-soo's Music Camp (5 tháng 4)
- 2012: SBS Power FM Boom's Young Street (15 tháng 12)

### Khác
- 2013: tvN Paik Ji-yeon's People Inside(백지연의 피플인사이드), phỏng vấn nhóm SNL Korea, cùng với Kim Min-kyo, Jeong Seong-ho, và Jeong Myeong-ok (1 tháng 5, tập 353)
- 2013: tvN Active-talkshow; Taxi(현장토크쇼 택시), cùng với Park Jae-beom (8 tháng 4)
- 2013: Mnet Music Triangle(뮤직 트라이앵글), vai ca sĩ và người được phỏng vấn ca khúc I woke up because of you(너땜에 잠이깨) (6 tháng 3)
- 2013: SBS TV Entertainment Tonight(한밤의 TV연예), 4 New-trendsetters of 2013 (27 tháng 3)
- 2013: Mnet Wide Entertainment News(와이드 연예뉴스), vai Lá bài ẩn của năm 2013 (9 tháng 1)
- 2012: EBS Mother-story(어머니 전) - Đạo diễn Jang Jin và mẹ anh, xuất hiện trong phần của Người vụng về với Kim Min-kyo (28 tháng 9, tập 30)

## Các phim đã tham gia

### Phim điện ảnh
- 2017: Queen of ring - Vai Mo Nan Hee
- 2015: Splash Splash - Love vai Dan Bi
- 2014: Ode to My Father - Vai Kkeut-soon
- 2014: Miss Granny - Vai Ban Ha-na
- 2013: Horror Stories 2 - Vai Yoon Mi-ra

### Phim truyền hình
- 2022: KBS2 The Law Cafe (법대로 사랑하라) vai Han Se-yeon[7]
- 2016: SBS The Second Last Love (끝에서 두번째 사랑) vai Go Mi-rye
- 2016: KBS2 Moonlight Drawn By Clouds (구르미 그린 달빛) vai Tiểu Thái Giám (cameo, tập 18)
- 2015: MBC "Splash Splash Love" (퐁당퐁당 LOVE), vai chính Dan Bi
- 2015: tvN Ma nữ đáng yêu (Oh My Ghost) (오 나의 귀신님), vai Shin Soon-ae
- 2015: MBC Kill Me, Heal Me(킬미, 힐미), vai bệnh nhân Heo Sook-hee (cameo, tập 1-4)
- 2014: MBC Drama Festival A Resentful Woman's Diary(원녀일기), vai Kong-jwi
- 2014: KBS2 Discovery of Love(연애의 발견), vai Yoon Sol
- 2014 tvN Reply 1994(응답하라), cameo em họ của rác (쓰레기의 동생)
- 2014: tvN The Idle Mermaid(잉여공주), vai Ahn Hye-young
- 2014: KBS2 Drama Special I'm Dying Soon(나 곧 죽어), vai Sa-rang
- 2013: tvN Reply 1994(응답하라 1994), vai em họ của Sseureki
- 2013: KBS2 Pretty Man(예쁜 남자), vai giáo viên tại trường trung học Dokgo Ma-te
- 2013: tvN Flower Boys Next Door(이웃집 꽃미남), vai phó giám đốc phát triển nội dung của (컨텐츠개발팀 대리)/webtoon editor(웹툰 편집장)
- 2012: KBS2 Drama Special The Wedding Planner(또 한번의 웨딩), vai tư vấn viên
- 2012: KBS2 Drama Special The Whereabouts of Noh Sook-ja(노숙자씨의 행방), vai sinh viên trao đổi
- 2012: MBC Heartstrings(넌 내게 반했어), vai một diễn viên kịch]

### Nhạc kịch
- 2012-2013: Clumsy People(서툰 사람들), vai Yoo Hwa-i.e.
- 2011-2012: Return to Hamlet(리턴 투 햄릿) vai Lee-yeon.
- 2011: Romeo landing on Earth(로미오 지구 착륙기) vai Mi-mi.

## Giải thưởng và đề cử
| Năm  | Giải thưởng                 | Thể loại                              | Đề cử                                                 | Kết quả   |
| ---- | --------------------------- | ------------------------------------- | ----------------------------------------------------- | --------- |
| 2013 | 7th Mnet 20's Choice Awards | 20's Booming Star – Nữ                | Trực tiếp tối thứ Bảy Hàn Quốc, Flower Boys Next Door | Đề cử     |
| 2014 | 3rd APAN Star Awards        | Nữ diễn viên mới xuất sắc             | Discovery of Love                                     | Đoạt giải |
| 2014 | MBC Drama Awards            | Nữ diễn viên xuất sắc trong phim ngắn | A Resentful Woman's Diary                             | Đề cử     |
| 2014 | KBS Drama Awards            | Nữ diễn viên mới xuất sắc             | Discovery of Love, I'm Dying Soon                     | Đoạt giải |
| 2015 | 10th Max Movie Awards       | Nữ diễn viên hỗ trợ xuất sắc          | Miss Granny                                           | Đề cử     |
| 2015 | 10th Max Movie Awards       | Nữ diễn viên mới xuất sắc             | Ode to My Father                                      | Đoạt giải |
| 2015 | 51st Baeksang Arts Awards   | Nữ diễn viên mới xuất sắc (TV)        | Discovery of Love                                     | Đề cử     |

## Liên kết
- Kim Seul-gi trên Twitter
- Kim Seul-gi tại Me2day
- Official Fansite, 'WooSeulSaeng'(tiếng Hàn)
- Kim Seul-gi - nàng thơ mới của Anna Sui Lưu trữ ngày 8 tháng 8 năm 2014 tại Wayback Machine
- Nữ diễn viên Kim Seul-gi khen ngợi Kim Jun-su